# 7268 Chigorin
A 7268 Chigorin (ideiglenes jelöléssel 1972 TF) a Naprendszer kisbolygóövében található aszteroida. Ljudmila Vasziljevna Zsuravljova fedezte fel 1972. október 3-án.